# 혼자서 숨바꼭질
혼자서 숨바꼭질은 일본의 근대 괴담 중 하나, 이른바 도시전설이다. 혼자 술래잡기, 나홀로 숨바꼭질, 나숨, 혼숨 등 다양하게 불린다.

## 개요
원래는 관서 지방과 시코쿠에서 테이블 터닝(Table-turning)과 함께 잘 알려진 놀이였다고 전해지지만 한 대학의 서클이 도시전설의 확대 방법을 연구하기 위해 의도적으로 이런 말을 세상에 유포했다고 하는 설도 있다. 테이블 터닝(Table-turning)과 마찬가지로 일종의 강령술과 함께 자신을 저주하는 설도 있다.
2006년 (헤이세이 18년) 4월 무렵, 대형 전자 게시판 「2ch」의 오컬트 초자연적인 이야기에 자세한 방법이 소개되어 이들을 실행함으로써 다양한 괴기현상이 발생하는 것과 같은 체험담이 기록되고 그것을 본 독자가 차례차례로 검증을 시도하고 그 결과를 인터넷에서 소개함으로써 일반에도 널리 알려지게되었다.

## 준비물
- 손발이 있는 봉제인형
- 인형을 가득 채울수있는 정도의 쌀
- 손톱깎이
- 바늘, 붉은 실
- 칼(刃物)((조리용 칼 包丁), 커터칼), 송곳 등 날카로운 물건
- 한잔 정도의 소금물(천연 소금이 좋다고 한다.)

## 진행 방법
사전 준비로 봉제인형에 이름을 붙이고 (단, 사람의 이름을 붙이면 안 된다.) 충전재를 모두 꺼내고 대신 쌀과 자신의 손톱 (잘라 넣는다)을 넣어 봉합한다. 남은 실은 어느 정도 인형에 감아묶는다.  숨겨진 장소를 정해두고 거기에 소금물을 준비해둔다.
새벽 3시가 되면 다음 순서대로 행동한다.
1. 인형에게「첫 번째 술래는 ○○ (본인의 이름)이니까」를 3번 말하고 욕실에 가서 물을 채운 목욕통(風呂桶)에 인형을 넣는다. (욕조 아님)
2. 집안의 조명을 모두 끄고 TV만 켜고 눈을 감고 10초 센다.
3. 칼을 가지고 욕실에 가서 「◇◇ (인형)발견했다」고 말하고 찌른다.
4. 「다음은 ○○이 술래이니까」또는「다음은 ◇◇가 술래」이라고 말하고 자신은 소금물이 있는 은신처에 숨는다.

- 다른 설
  - 인형은 목욕통이 아니라 욕조에 넣는다. 또는 세면대도 가능하다라고한다.
  - 소금물을 미리 은신처에 준비하는 것이 아니라, 인형을 찾아 「다음은 ◇◇가 술래」라고 말한뒤, 소금물을 하면서 은신처에 간다.
  - 봉제인형을 찌른 직후 바로 도망쳐 소금물이 있는 은신처에 숨는다.

## 종료 방법
소금물을 조금 입에 머금고 인형을 찾아 컵에 남은 소금물, 입에 머금은 소금물 순서대로 뿌린후 나의 '승리'를 3번 외친후 종료가 된다. 반드시 이 단계에서는 1~2시간또는 2시간 이내에 종료하여야한다.
또한 혼자서 숨바꼭질에 사용한 인형은 마지막으로 불에 태워야 한다.